# Anaerostipes rhamnosivorans
Anaerostipes rhamnosivorans es una bacteria grampositiva del género Anaerostipes. Fue descrita en el año 2014. Su etimología hace referencia al consumo de ramnosa. Es anaerobia estricta, inmóvil y formadora de esporas. Tiene un tamaño de 0,70-0,83 μm de ancho por 3-6 μm de largo. Crece de forma individual y a veces formando cadenas entre 2-5 células. Forma colonias beige, circulares y rugosas. Temperatura de crecimiento entre 15-45 °C, óptima de 37 °C. Se ha aislado de heces humanas. 